# Nobuko Takagi

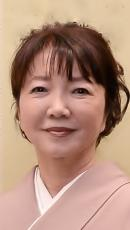
Nobuko Takagi

Nobuko Takagi (jap. 高樹 のぶ子, bürgerlich Nobuko Tsuruta (鶴田 信子); * 9. April 1946 in Hōfu in der Präfektur Yamaguchi) ist eine japanische Schriftstellerin. Gegenwärtig arbeitet sie als außerordentliche Professorin des Zentrums für asiatische Politikwissenschaft an der Universität Kyūshū.

## Leben
Takagi studierte im Kurzuniversitätskurs der christlichen Frauenuniversität Tōkyō Erziehungswissenschaften. Ihr erstes Werk Sono hosoki michi, das auch für den Akutagawa-Preis nominiert wurde, den Preis jedoch nicht erhielt, erschien 1980.
Takagis Werke behandeln hauptsächlich das Thema Liebe in all ihren Erscheinungsformen.

## Preis und Auszeichnungen
- 1984 Akutagawa-Preis für Hikari idaku tomo yo (光抱く友よ)
- 1994 Shimase-Ren’ai-Literaturpreis für Tsuta-moe (蔦燃)
- 1995 Frauenliteraturpreis für Suimyaku (水脈)
- 1999 Tanizaki-Jun’ichirō-Preis für Tōkō no ki (透光の樹)
- 2010 Kawabata-Yasunari-Literaturpreis für Tomosui (トモスイ)
- 2018 Person mit besonderen kulturellen Verdiensten

## Werke (Auswahl)
- 1984 Hakō kirameku hate (波光きらめく果て)
- 1988 Niji no kōkyō (虹の交響)
- 1988 Atsui tegami (熱い手紙)
- 1991 Flashback (フラッシュバック)
- 1992 Shiroi hikari no gogo (白い光の午後)
- 1995 Suimyaku (水脈)
- 1998 Isutambūru no yami (イスタンブールの闇)
- 1998 Samoa gensō (サモア幻想)

## Verfilmungen
- 1986 Hakō kirameku hate (波光きらめく果て) Regie:　Fujita Toshiya
- 1996 Kiri no shigosen (霧の子午線) Regie: Deme Masanobu
- 2004 Tōkō no ki (透光の樹) Regie: Negishi Kichitarō
- 2009 Das Mädchen mit dem Zauberhaar (マイマイ新子と千年の魔法, Maimai shinko to sennen no mahō) Regie: Katabuchi Sunao